# Apochrysa lutea
Apochrysa lutea är en insektsart som först beskrevs av Francis Walker 1853.
Apochrysa lutea ingår i släktet Apochrysa och familjen guldögonsländor. Inga underarter finns listade i Catalogue of Life.